# Костулены (Молдова)
Костулены (рум. Costuleni, Костулень) — село в Унгенском районе Молдавии. Относится к сёлам, не образующим коммуну.

## География
Село расположено на высоте 91 метров над уровнем моря.

## Население
По данным переписи населения 2004 года, в селе Костулень проживает 3111 человек (1511 мужчина, 1600 женщин).
Этнический состав села:
| Национальность | Число жителей | Процентный состав |
| -------------- | ------------- | ----------------- |
| молдаване      | 3021          | 97.11             |
| украинцы       | 31            | 1.0               |
| румыны         | 28            | 0.9               |
| русские        | 19            | 0.61              |
| гагаузы        | 1             | 0.03              |
| болгары        | 1             | 0.03              |
| прочие         | 10            | 0.32              |
| Всего          | 3111          | 100%              |